# Estadio Pedro Bidegain
Das Estadio Pedro Bidegain ist ein Fußballstadion in der argentinischen Hauptstadt Buenos Aires im Stadtteil Flores. Es bietet Platz für 47.964 Zuschauer und dient dem Verein CA San Lorenzo de Almagro als Heimstätte.

## Geschichte

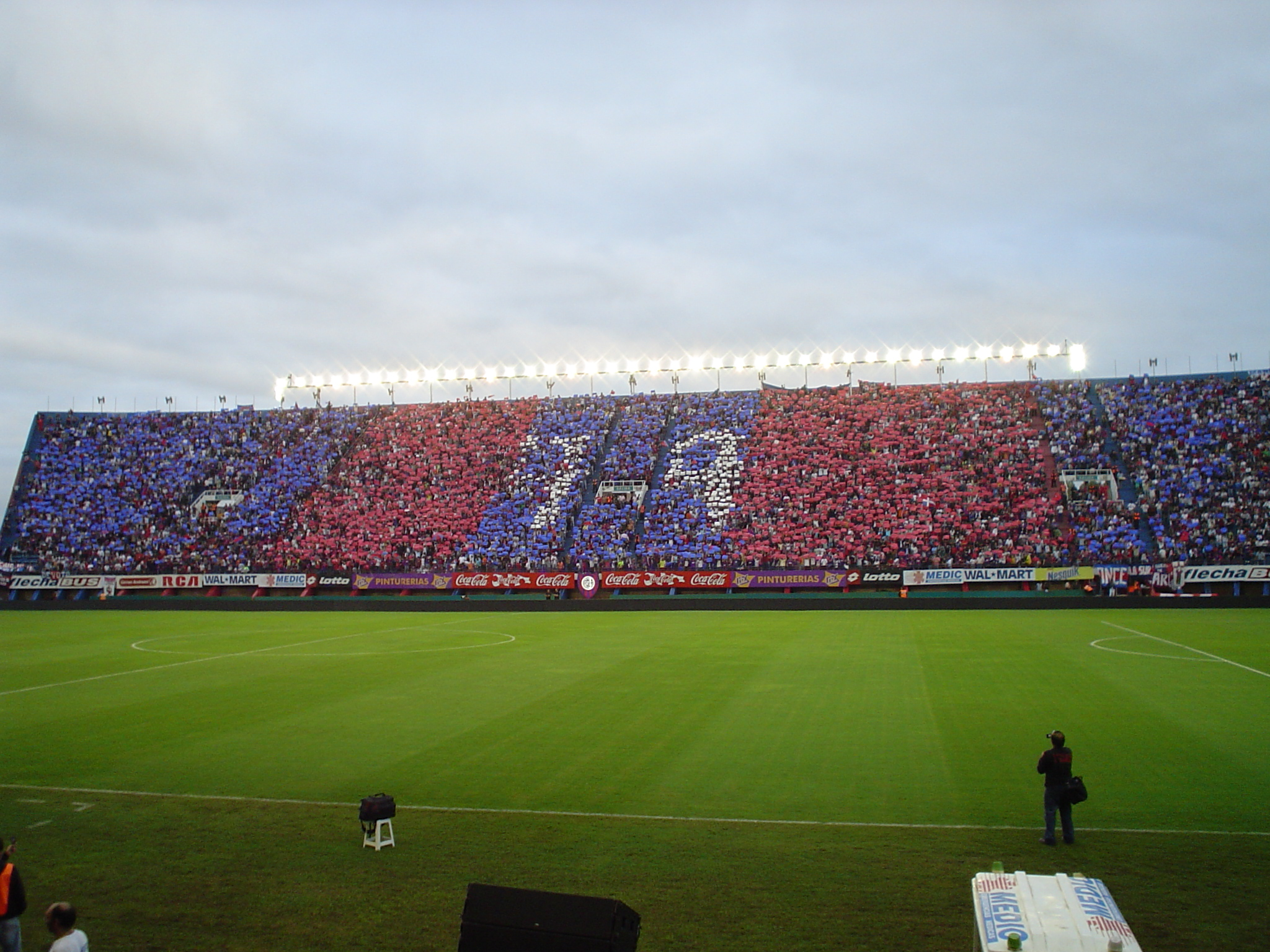
Die Gegentribüne des Estadio Pedro Bidegain

Das Estadio Pedro Bidegain wird auch oft als El Nuevo Gasómetro bezeichnet. Demzufolge gab es früher ein Stadion, das den Spitznamen El Gasómetro hatte. Dieses Stadion wurde im Jahre 1979 von der Militärregierung geschlossen. Bis zur Fertigstellung des neuen Stadions anno 1993 trug CA San Lorenzo de Almagro seine Heimspiele in fremden Stadien aus. 
Das Estadio Pedro Bidegain wurde im Jahre 1993 erbaut. Am 16. Dezember des Jahres erfolgte die Eröffnung des Stadions, nachdem zuvor 52 Wochen an der Arena gearbeitet wurde. Der offizielle Name des Stadions ist Estadio Pedro Bidegain, nach einem ehemaligen Klubpräsidenten.  
Das erste Spiel im neuen Stadion fand statt zwischen CA San Lorenzo de Almagro und CD Universidad Católica aus Chile. Das Spiel endete mit einem Resultat von 2:1 für den Gastgeber. Seither nutzt San Lorenzo de Almagro das Stadion. 
Der Verein wurde bis heute 11-mal argentinischer Fußballmeister, bisher spielte San Lorenzo bei vier Titelgewinnen in diesem Stadion. Außerdem gelang dem Verein in seiner Heimspielstätte im Jahre 2002 der Gewinn der Copa Sudamericana und 2014 der Gewinn des Copa Libertadores und somit erstmals in der Vereinshistorie die Kontinentalmeisterschaft Südamerikas. 